# Donald Stewart (Politiker)
Donald James Stewart PC (* 17. Oktober 1920 in Stornoway; † 23. August 1992 ebenda) war ein schottischer Politiker der Scottish National Party (SNP). Seine Autobiographie „A Scot at Westminster“ konnte Stewart zu Lebzeiten nicht mehr fertigstellen. Seine Familie veröffentlichte sie postum 1994.

## Politischer Werdegang
1952 trat Stewart erstmals zu Wahlen auf nationaler Ebene an, als nach dem Ableben des Labour-Abgeordneten Thomas Cook in dessen Wahlkreis Dundee East Nachwahlen erforderlich wurden. Mit einem Stimmenanteil von 7,5 % erzielte Stewart das geringste Ergebnis und blieb hinter dem Labour-Kandidaten George Thomson sowie dem Konservativen Paul Cowcher zurück.
Im Wahlkreis Western Isles hielt der Labour-Politiker Malcolm Macmillan seit den Unterhauswahlen 1935 das Mandat. Bei den Unterhauswahlen 1970 bewarb sich Stewart um das Mandat dieses Wahlkreises und repräsentierte dort erstmals die SNP. Mit einem Stimmenanteil von 43,1 % errang er das Mandat und zog in der Folge in das britische Unterhaus ein. Ein Grund für die Niederlage Macmillans mag die fehlende Lösung der Probleme der Bevölkerung des Inselwahlkreises sein, die mit Isolation und unzureichender Infrastruktur kämpfte. Zunächst war Stewart der einzige SNP-Abgeordnete in dieser Wahlperiode, bis Margo MacDonald die Nachwahlen vom 8. November 1973 im Wahlkreis Glasgow Govan für sich entscheiden konnte. Mit deutlichen Stimmgewinnen verteidigte Stewart bei den Unterhauswahlen im Februar 1974 sein Mandat und hielt es auch bei den nachfolgenden Wahlen im Oktober 1974. Im Parlament war er Führer der zwischenzeitlich auf elf Abgeordnete angewachsenen SNP-Fraktion und behielt dieses Position bis zu seinem Ausscheiden.
Die nachfolgenden Wahlen 1979 und 1983 entschied Stewart mit Stimmanteilen von jeweils über 50 % für sich. 1982 wurde er zum Parteipräsidenten (nicht -vorsitzenden) gewählt und verblieb bis 1987 in dieser Position. Zum Ende der Wahlperiode schied Stewart aus dem aktiven politischen Geschehen aus. Sein Nachfolger im Wahlkreis Western Isles wurde Ian Smith, der sich bei den Unterhauswahlen 1987 jedoch nicht gegen den Labour-Kandidaten Calum MacDonald durchsetzen konnte. Erst 2005 gelang es Angus MacNeil den Wahlkreis wieder für die SNP zu gewinnen.